# Musa Yerniyazov
Musa Tajetdinovich Yerniyazov (kyrillisch Муса Тажетдинович Ерниязов; geboren am 20. Dezember 1947 im Bezirk Kegeyli, Usbekische SSR; gestorben am 31. Juli 2020 in Nukus, Usbekistan) war ein usbekischer Politiker. Er war Vorsitzender des Parlaments von Karakalpakistan sowie Mitglied und stellvertretender Vorsitzender des Senats von Usbekistan.

## Leben
Im Jahr 1971 schloss er das Institut für Ingenieure für Bewässerung und landwirtschaftliche Mechanisierung Taschkent ab. Anschließend arbeitete er von 1971 bis 1975 als Ingenieur und anschließend als Leiter des automatisierten Systems der 25. mobilen Kolonne. Im Jahr 1986 absolvierte er die Taschkenter Höhere Parteischule. Von 1983 bis 1989 war er Minister für Wohnungswesen und Kommunaldienste der Karakalpakischen Autonomen Sozialistischen Sowjetrepublik. Von 1989 bis 1990 war er ständiger Vertreter des Ministerrats von Karakalpakstan beim Ministerrat der UdSSR. Im Jahr 1998 wurde er zum Vorsitzenden des Ministerrates ernannt und von 2000 bis 2001 war er Leiter des Bezirks Chimboy.
Im Mai 2002 wurde er in die Oliy Majlis gewählt. Er wurde dreimal wiedergewählt, nämlich 2005, 2010 und 2015.

## Gesundheit und Tod
Am 24. Juni 2020 bestätigte Yerniyazov seine Infektion mit SARS-CoV-2, während er sich im Nukus-Zweig des Republikanischen Spezialisierten Chirurgisch-Wissenschaftlichen und Praktischen Medizinischen Zentrums befand. Bei ihm wurde eine schwere SARS-CoV-2-Infektion mit beidseitiger Lungenentzündung diagnostiziert. Er litt auch an Begleiterkrankungen wie Diabetes, Hypertonie und arterieller Hypertonie. Am 18. Juli 2020 berichtete der Presse-Service des Gesundheitsministeriums, dass Yerniyazov mit einer Coronavirus-Infektion infiziert war, während sein Gesundheitszustand stabil war und er in Nukus behandelt wurde. Später wurde bekannt, dass sich sein Gesundheitszustand verschlechterte. Er verstarb am 31. Juli 2020 aufgrund von Komplikationen, die durch die Covid-19-Infektion verursacht wurden. Yerniyazov wurde als Vorsitzender von Atabek Davletov abgelöst.

## Auszeichnungen
- Orden des Arbeitsruhms
- Orden „Für selbstlosen Dienst“
- Verdienter Baumeister Usbekistans
- Held Usbekistans